# هانك مار
هانك مار (بالإنجليزية: Hank Marr)‏ هو عازف بيانو وعازف جاز وأستاذ جامعي أمريكي، ولد في 30 يناير 1927 في كولومبوس في الولايات المتحدة، وتوفي بنفس المكان في 16 مارس 2004.

## وصلات خارجية
- هانك مار على موقع IMDb (الإنجليزية)
- هانك مار على موقع ميوزك برينز (الإنجليزية)
- هانك مار على موقع أول ميوزيك (الإنجليزية)
- هانك مار على موقع ديسكوغز (الإنجليزية)